# District de Prayagraj
Le district de Prayagraj (en hindi : इलाहाबाद ज़िला, en ourdou : الہ آباد ضلع) est l'un des districts de la division de Prayagraj dans l'État de l'Uttar Pradesh en Inde.

## Description
Sa capitale est la ville de Prayagraj. 
La superficie est de 5 482 km2 et la population était en 2011 de 5 954 391 habitants.